# 1969 في السويد
فيما يلي قوائم الأحداث التي وقعت خلال عام 1969 في السويد.

## سياسة

### تعيين في المنصب
- 14 أكتوبر – أولوف بالمه رئيس وزراء السويد.

### انتهاء فترة المنصب
- 14 أكتوبر – أولوف بالمه وزير التعليم والعلم [الإنجليزية]‏.

## مواليد

### فبراير
- 3 فبراير – باولو روبرتو

### مارس
- 10 مارس – ماغنوس سفينسون لاعب كرة قدم سويدي.

### أبريل
- 5 أبريل – بونتوس كامارك لاعب كرة قدم سويدي.
- 16 أبريل – هانز إكلوند
- 18 أبريل – ستيفان شفارتش لاعب كرة قدم سويدي.

### يوليو
- 5 يوليو – جلين ماجنوسون دراج سويدي.

### نوفمبر
- 4 نوفمبر – يان أبيل لاعب كرة مضرب سويدي.
- 29 نوفمبر – توماس برولين لاعب كرة قدم سويدي.

### ديسمبر
- 21 ديسمبر – ماغنوس صامويلسون

### أكتوبر
- 1 أكتوبر – غونار أندرسون (مواليد 1928) لاعب كرة قدم سويدي.